# Toulovcova rozhledna
Toulovcova rozhledna je název rozhledny postavené mezi vesnicemi Jarošov a Budislav na Svitavsku, na území obce Jarošov poblíž vrcholu kopce Jarošov.

## Základní informace
Tato rozhledna je jednou ze tří rozhleden, které byly postaveny sdružením obcí mikroregionu Toulovcovy maštale v letech 2003 - 2005. Rozhledna se nachází mezi obcemi Jarošov a Budislav v okrese Svitavy. Nachází se na Jarošovském kopci ve výšce 539 m.

## Historie stavby, technické údaje
Stavba rozhledny na Jarošovském kopci byla zahájena v září roku 2001 a trvala do 16. února 2002, kdy byla zpřístupněna pro veřejnost. Materiálem použitým při stavbě bylo převážně dřevo zpevněné ocelovými prvky. Jen v roce 2002 rozhlednu navštívilo 11 tisíc turistů.
Celkové náklady na stavbu činily 520 tis. Kč, hlavním investorem byla obec Budislav za finanční pomoci všech obcí sdružení Toulavcovy Maštale s Ministerstva pro místní rozvoj. Projektantem byl Ing. Martin Novák.